# شركة بوان
شركة بوان هي شركة سعودية مختصة في مجال السلع الرأسمالية، تأسست كشركة ذات مسؤولية محدودة في الرياض سنة 1980، بعد أن تشاركت كلٍ من مجموعة عبد اللطيف ومحمد الفوزان (تأسّست عام 1959) ومجموعة عبد القادر المهيدب وأولاده (تأسست عام 1934). وتم تحويل الشركة إلى شركة مساهمة بتاريخ 2011. يبلغ رأسمال الشركة الحالي (600,000,000) ريال سعودي.
تعمل الشركة بمثابة شركة قابضة لمجموعة شركات تتضمن أنشطتها الرئيسية تصنيع مجموعة متنوعة من المنتجات المعدنية، والخشبية والخرسانية والكهربائية والبلاستيكية، ويرئس مجلس إدارة الشركة عبد الله بن عبد اللطيف الفوزان.وأدرجت في السوق المالية السعودية (تداول) منذ ديسمبر 2013. 